# Бильдерлинг, Александр Александрович
Барон Алекса́ндр Алекса́ндрович фон Би́льдерлинг (нем. Alexander von Bilderling, 29 июня [11 июля] 1846, Санкт-Петербург — 13 [26] июля 1912, Царское Село) — генерал от кавалерии русской императорской армии, член Военного совета. Известен своими художественными работами и историческими исследованиями, особенно жизни Лермонтова. Сочетал в себе качества военного, общественного деятеля и художника. Известен как боевой генерал, принимавший участие в Русско-турецкой (1877—1878) и Русско-японской (1904—1905) войнах. Одновременно был профессиональным художником-акварелистом,   автором проектов нескольких памятников. Вершиной военной карьеры было недолгое командование армией в русско-японскую войну.

## Биография
Родился 29 июня (11 июля) 1846 года в Санкт-Петербурге небогатых обрусевших балтийских немцев баронского рода Бильдерлинг. Отец, Александр Григорьевич (Александр Отто Георг),  дослужился до генерал-лейтенанта инженерной службы. Дед был лютеранским пастором в Митаве. Мать происходила из рода Доливо-Добровольских.
Получил образование в Пажеском корпусе, в 1863 году окончив его с отличием и с занесением имени на мраморную доску.
За время службы командовал несколькими полками и военными училищами. Как штабной деятель, занимался, в числе прочего, разведкой, и, как следствие, организацией географических экспедиций. Участвовал в русско-турецкой и русско-японской войнах.
«Время, проведенное Бильдерлингом во главе армии и штаба, снискало к нему общие симпатии за его мягкость характера, отзывчивость к нуждам, общительность, за нечто рыцарское в отношениях к своим подчиненным. Поэтому и проводы его снова в 17-й корпус были очень сердечные. Это не изменяет, конечно, его свойств военачальника. Во всяком случае, он не заслуживает тех нареканий, на которые так щедр теперь Куропаткин. Последний теперь делает все, что может, чтобы выставить в дурном свете деятельность сотрудников. Это является, пожалуй, наиболее нехорошей чертой Куропаткина», — писал участник русско-японской войны М. В. Алексеев.
Проявил себя как художник — соавтор многих примечательных памятников и организатор первого в истории музея Лермонтова. На склоне лет участвовал в попечительской деятельности, в организации памятных годовщин и в комиссиях по установке памятников.
Умер 13 (26) июля 1912 года в Царском Селе. Был похоронен в Петербурге на кладбище Воскресенского Новодевичьего монастыря; могила не сохранилась.

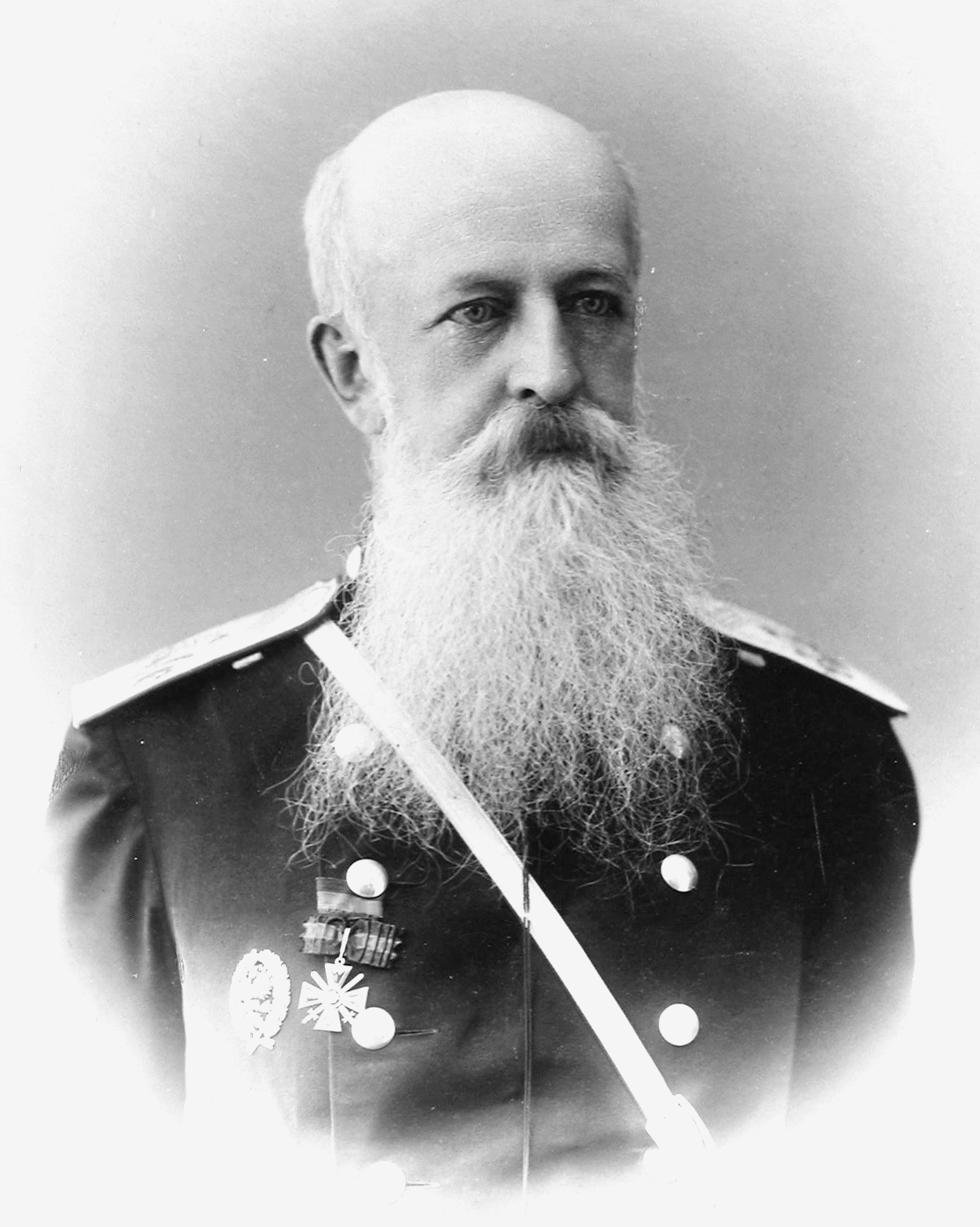
А.А. Бильдерлинг

## Служба
- 12 июня 1863 — выпущен корнетом в Кавалергардский полк (1863—1871)
- 30 августа 1865 — поручик гвардии
- 17 апреля 1866 — штаб-ротмистр гвардии, полковой квартирмейстер
- 1867 — зачислен в Николаевскую академию Генерального штаба
- 30 августа 1868 — ротмистр с зачислением по гвардейской кавалерии
- 1870 — окончил академию по 1-му разряду, за успехи награждён годовым жалованием; причислен к штабу Киевского военного округа
- 12 мая 1871 — офицер для особых поручений при командующем Киевским военным округом с переводом в генеральный штаб с повышением в подполковники Генерального штаба
- 30 августа 1871 — полковник
- 13 августа 1872 — 27 июля 1875 — делопроизводитель канцелярии Военно-ученого комитета Главного штаба
- 27 июля 1875 — назначен начальником Тверского кавалерийского юнкерского училища
- 7 мая 1877 — назначен командиром 12-го драгунского Стародубовского полка
- 1878 — назначен и. д. начальника Николаевского кавалерийского училища и зачислен в списки Стародубовского полка
- 30 августа 1882 — генерал-майор с утверждением начальником Николаевского кавалерийского училища
- 22 мая 1890 — назначен (сверх штата) в Главное управление военно-учебных заведений
- 2 августа 1891 — помощник начальника Главного штаба
- 30 августа 1892 — генерал-лейтенант
- 1898 — назначен членом военно-учёного комитета
- 14 июля 1899 — назначен командиром 17-го армейского корпуса
- 6 декабря 1901 — генерал от кавалерии
- 21 мая 1903 — Высочайше разрешено пользоваться баронским титулом потомственно
- 1904 — командир Восточного и Западного отрядов
- 1905 — временный командующий 3-й и 2-й Маньчжурскими армиями
- 4 ноября 1905 — член Военного совета (до конца жизни)
- 1907 — председатель Комиссии по устройству казарм при Военном совете
- 1909 — председатель Междуведомственной комиссии по празднованию 200-летия Полтавской битвы[6]

## Награды
Российские:
- Орден Святого Станислава 3-й степени (1866)
- Орден Святого Станислава 2-й степени (1874)
- Орден Святого Владимира 4-й степени с мечами и бантом (1878)
- Орден Святой Анны 2-й степени с мечами (1878)
- Золотое оружие с надписью «За храбрость» (1879)
- Орден Святого Владимира 3-й степени (1884)
- Орден Святого Станислава 1-й степени (1886)
- Орден Святой Анны 1-й степени (1890)
- Орден Святого Владимира 2-й степени (1894)
- Орден Белого орла (1899)
- Золотое оружие с надписью «За храбрость», украшенное бриллиантами (26.11.1904)
- Орден Святого Александра Невского (06.12.1904; мечи к ордену — 10.04.1905)
- Бриллиантовые знаки к ордену Святого Александра Невского (06.12.1909)

Иностранные:
- Прусский Орден Короны 2-й степени (1874)
- Шведский Орден Меча, командорский крест (1878)
- Ольденбургский Орден Заслуг герцога Петра-Фридриха-Людвига 2-й степени с мечами (1886)
- Бухарский Орден Благородной Бухары, звезда с алмазами (1893)
- Французский Орден Почетного Легиона, большой офицерский крест со звездой (1894)
- Французский Орден Академических пальм, степень офицера.
- Австрийский Орден Железной короны 1-й степени (1897)
- Прусский Орден Красного Орла 1-й степени (1897)

## МузейЛермонтова

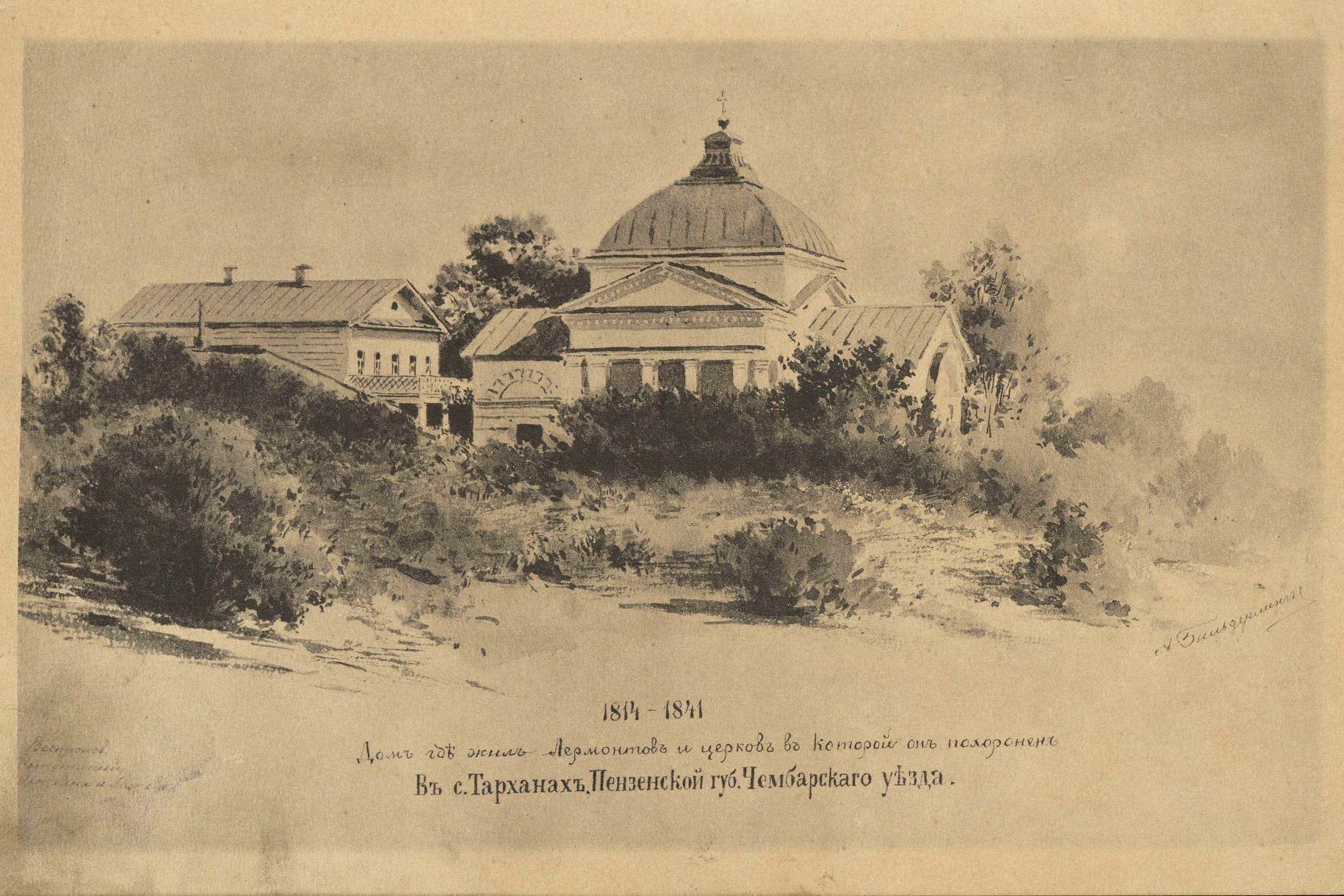
Тарханы. Дом, где жил М. Ю. Лермонтов, и церковь, где похоронен. Рис.А. Бильдерлинга.

А. А. Бильдеринг был организатором музея М. Ю. Лермонтова при Николаевском кавалерийском училище в Петербурге (бывшая школа гвардейских юнкеров и подпрапорщиков, где учился Лермонтов); 18 декабря 1880 года он обратился в Главное управление военно-учебных заведений с предложением об устройстве при училище комнаты в честь бывшего ученика и 30 декабря 1880 года было получено официальное разрешение военного министра Д. А. Милютина на создание Лермонтовского музея. С этого дня работа по созданию и наполнению музея стала одной из постоянных забот Бильдерлинга.
В задачу Музея входили сбор и хранение автографов и сочинений Лермонтова, его живописного и графического наследия,  иконографии поэта. При открытии (18 декабря 1883 года) экспозиция музея состояла из 705 экспонатов, но в первые же шесть лет число их удвоилось. К концу 1883 года коллекция музея нвсчитывала 40 отдельных изданий произведений Лермонтова, 84 единицы альманахов, сборников и журналов с публикациями произведений, 50 произведений, переведённых на иностранные языки.
Лермонтовский музей состоял из двенадцати отделов; имелись отделы рукописей Лермонтова, картин и рисунков его работы (две картины масляными красками — сцены из кавказской жизни, акварели и т. д.).
Сейчас коллекция находится в Институте русской литературы (ИРЛИ).

## Художественные работы

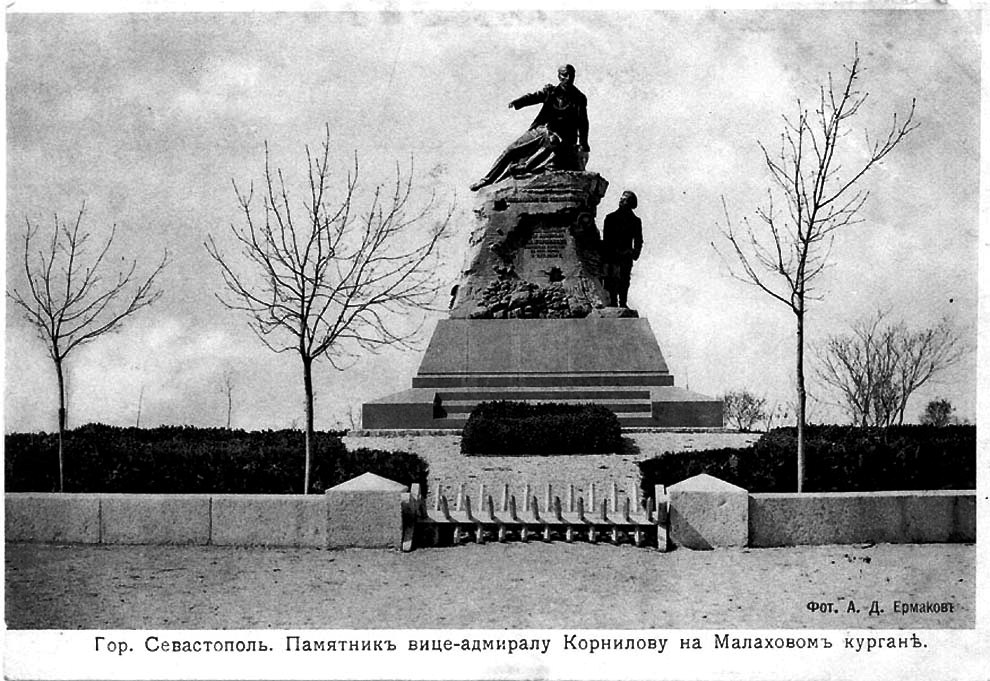
памятник В. А. Корнилову на Малаховом кургане. Фото начала XX века

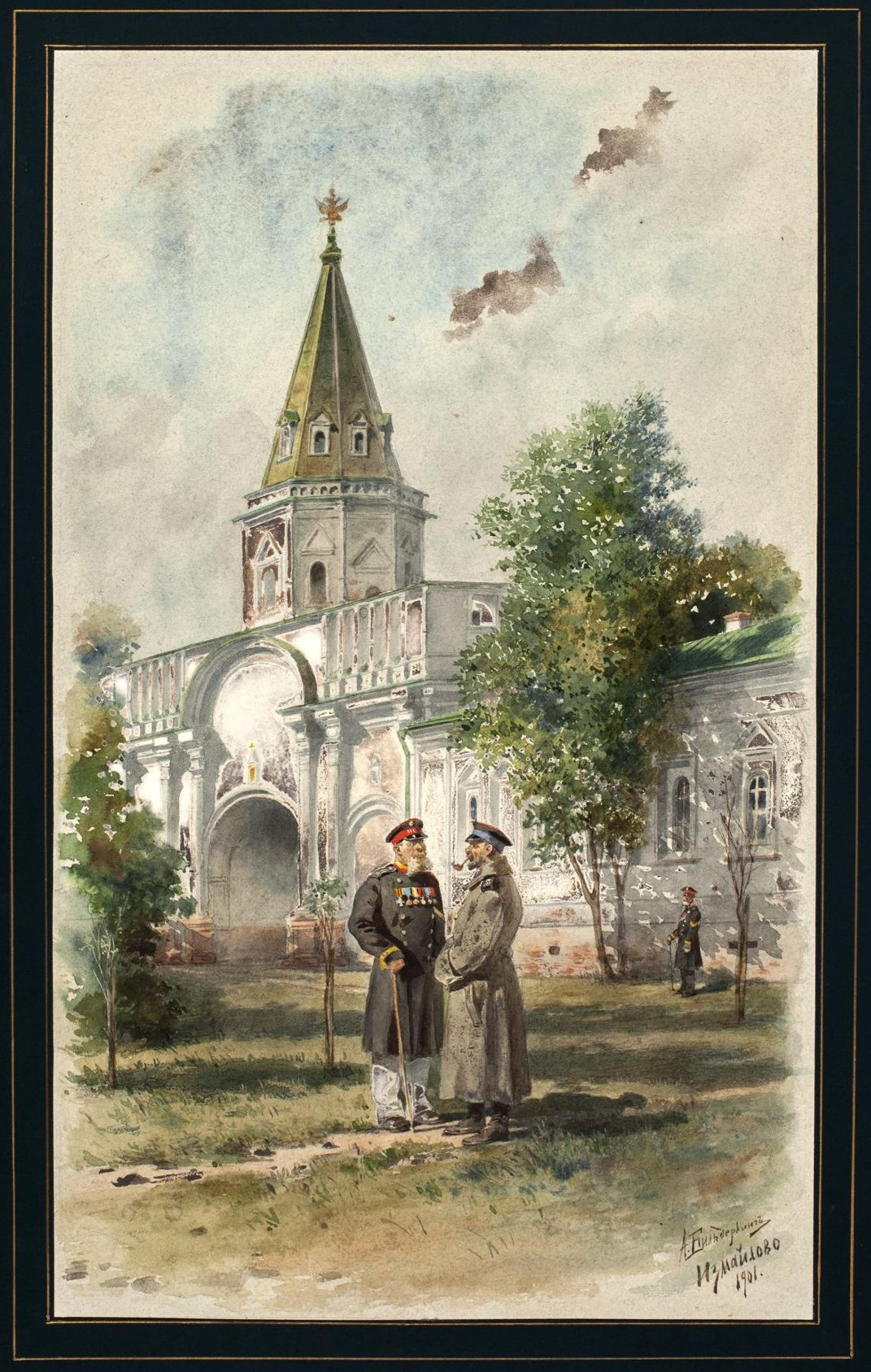
Измайловская военная богадельня. Проездные ворота. Рисунок 1901 года.

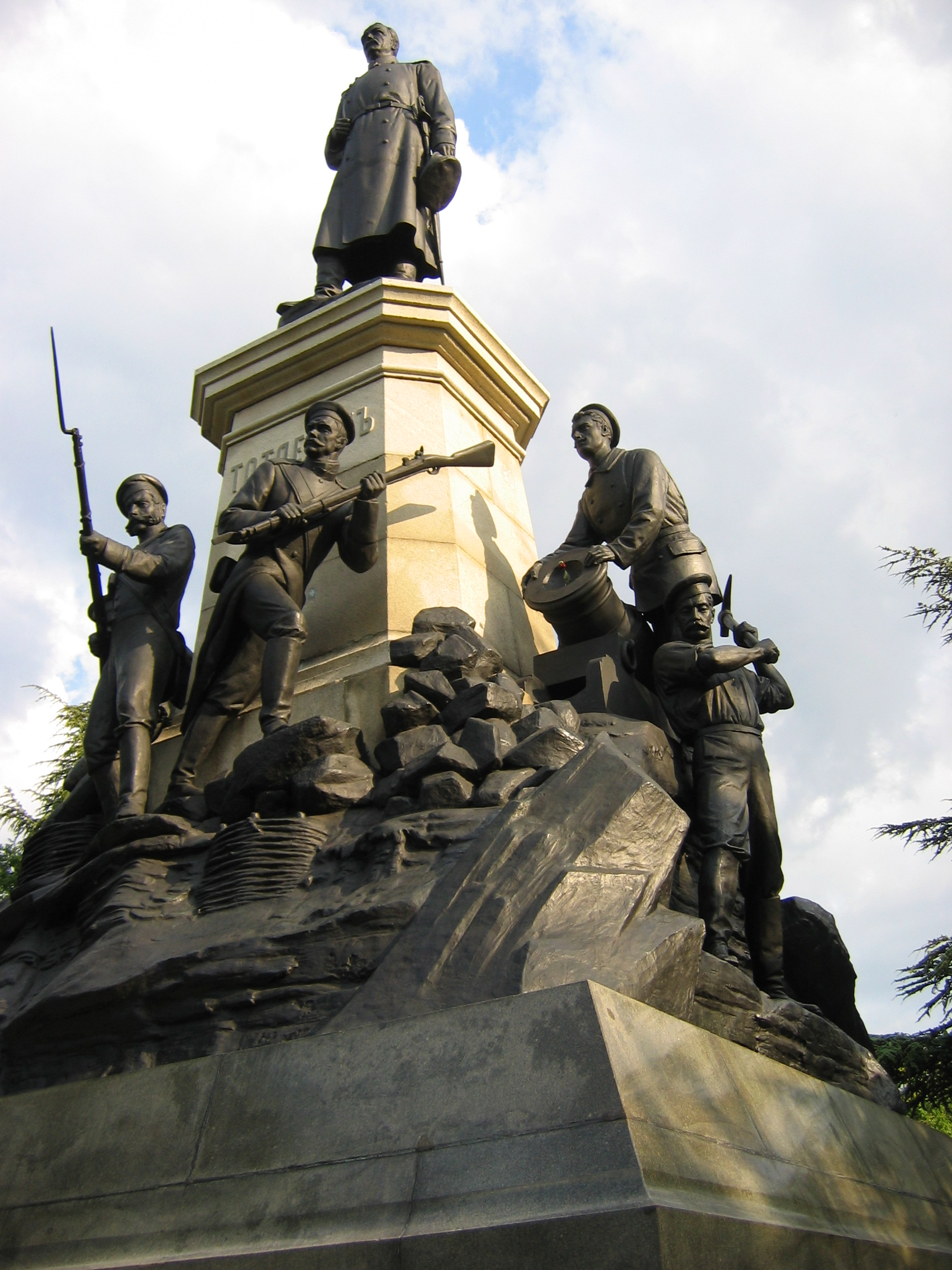
Памятник генералу Тотлебену в Севастополе

А. А. Бильдеринг был хорошим художником-акварелистом. Активно сотрудничал со скульптором Иваном Шредером. С его непосредственным участием и по его эскизам был установлен ряд памятников:
- 18 ноября 1898 — памятник П. С. Нахимову. Автор — художник А. А. Бильдерлинг, скульптор — И. Н. Шредер. Восстановленный (скульптор — академик Н. В. Томский, архитектор — А. В. Арефьев) после войны памятник открыт 5 ноября 1959 года.
- 5 октября 1895 — памятник В. А. Корнилову, восстановлен 7 сентября 1983 (архитектор-художник В. Г. Гнездилов, художник М. К. Вронский)
- 1909 — Памятник Э. И. Тотлебену (художник А. А. Бильдерлинг, скульптор И. Н. Шредер)
- Памятник Пржевальскому в Александровском саду Санкт-Петербурга.
- Памятник на могиле Пржевальского[10].
- 1909 — Памятник славным защитникам Полтавы и коменданту крепости Алексею Келину (авторы — архитектор А. А. Бильдерлинг, скульптор  А. Л. Обер)[11]
- 1909 — Памятник шведам, погибшим в 1709 году под Полтавой[12]
- Ряд неосуществленных проектов, в том числе, памятника Лермонтову перед Николаевским кавалерийским училищем.

С 1880 года участвовал в выставках. Экспонировался на выставках Общества выставок художественных произведений (1880, 1882), Общества русских акварелистов (1885—1901, с перерывами), Общества любителей  художеств (1886).
Участвовал в деятельности Комиссии по установке памятника Александру III в Москве (памятник не сохранился).

## Избранные труды
- Германия. Отдел II. Вооруженные силы / Сост. Ген. штаба полк. А. А. Бильдерлинг, под ред. ген.-лейт. Н. Н. Обручева. — 1875. —VI, 377 с.
- Пособие для военных разведок / Сост. Ген. штаба полк. Бильдерлинг. — Санкт-Петербург: тип. Ретгера и Шнейдера, 1875. — VIII, 126 с., 11 л. черт.
- Стародубовские драгуны в Рущукском отряде: (Из воспоминаний о Турецкой войне 1877—1878 гг.. — Санкт-Петербург: тип. В. А. Полетики, 1879. — [92] с.
- Лермонтовский музей Николаевского кавалерийского училища. — СПб.: Тип. т-ва «Обществ. польза», 1883. — 82 с.
- Пособие для военных разведок / Сост. Ген. штаба ген.-м. Бильдерлинг. — 2-е изд., испр. и доп. В. Сухомлиновым. — Санкт-Петербург: тип. Штаба войск гвардии и Петерб. воен. окр., 1883. — [2], IV, 150 с., 4 л. черт.
- Иппологический атлас для наглядного изучения верховой лошади. — СПб., 1889. — 111 с.
- Просветители России / Сост. А. Бильдерлинг; Фототип. исполнены в мастерской А. И. Вильборга. — Санкт-Петербург: Воен. тип., 1894. — [100] с., 11 л. портр.
- Пособие для военных разведок / Сост. Ген. штаба полк. Бильдерлинг. — 3-е изд., испр. и доп. В. Сухомлиновым. — Санкт-Петербург: Б. Березовский, 1896. — 156 с., 18 л. ил., черт.
- Задача средней школы / [А. Бильдерлинг]. — [Санкт-Петербург]: Воен. тип., ценз. 1898. — 9 с.
- Лазарев, Корнилов и Нахимов в Севастополе]. — [Санкт-Петербург]: Воен. тип., [1898]. — 7 с.
- К 25-летию всеобщей воинской повинности. — [Санкт-Петербург]: Воен. тип., [1899]. — 7 с.
- Отдел изящной литературы и искусств в память Пушкина при Академии Наук / [А. Бильдерлинг]. — Санкт-Петербург: Воен. тип., ценз. 1899. — 6 с.
- Президент Французской республики в России, в 1897 году: Посвящается памяти Феликса Фора / Сост. Ген. штаба ген.-лейт. А. Бильдерлинг. — Санкт-Петербург: М-во фин., 1899. — XII, 138, [1] с.
- Благоустройство местных путей сообщений, как одно из главнейших условий для развития сельскохозяйственной промышленности / [Ген. Бильдерлинг]. — Москва: т-во скоропеч. А. А. Левенсон, ценз. 1902. — 8 с.
- Проект памятника Петру Великому в Полтаве. — Санкт-Петербург: тип. Глав. упр. уделов, 1903. — 7 с.

## Семья
В 1878 году женился на Софье Павловне Волковой (1845—1919, Петроград), внучке А.А.Волкова, правнучке драматурга А.А.Волкова и А.Я.Римского-Корсакова.
Дети:
- Александр (27.09.1879—?)
- Софья (05.09.1881—1920/1, Прага). Ее муж — Александр Михайлович Миркович (1880—1938), офицер РИА, в Гражданскую войну — в Вооруженных силах Юга России. В эмиграции — член Союза русских инженеров, секретарь Успенского братства, объединяющего православных эмигрантов в Чехословакии.[13][14]
- Мария (02.01.1884—?)
- Петр (15.02.1885—1920, Майкоп). Убит в Гражданскую войну[15].  Жена — Ксения Струкова (1886—1961), дочь А.П.Струкова. В 1924 году Ксения Ананиевна выехала вместе с детьми из Советской России. 
  - Елизавета Петровна Бильдерлинг (1909—1991); Александр Петрович Бильдерлинг (1910—1996), женат на Екатерине Феофиловне Мейендорф (1914-2005), дочери Ф.Ф.Мейендорфа; Елена Петровна Бильдерлинг (1917—1966), замужем за А.А.Беннингсеном.

От внебрачной связи с Антониной Хаке из рода Коц (1855–после 1917) имел дочь Александру Хаке (1893—1948).